# Der er et yndigt land (film fra 2006)
 For alternative betydninger, se Der er et yndigt land (flertydig). (Se også artikler, som begynder med Der er et yndigt land)
Der er et yndigt land er en dansk kortfilm fra 2006 instrueret af Ditte Guldbrand Christensen.

## Medvirkende
- Thomas Magnussen: Allan
- Martin Enggaard Pedersen: Kim
- August Nielsen: Birger
- John Martinus: Chefen
- Maikel Shibly: Achmed
- Katinka M. G. Enselmann: Berit
- Ahmed Ribaaty: Rengøringsassistent